# 篠永紗也子
篠永 紗也子（しのなが さやこ、1994年1月6日 - ）は、日本のピアニスト。石川県金沢市出身。夫は同じくピアニストの髙木竜馬。

## 略歴
3歳よりピアノを始める。金沢大学附属中学校、石川県立金沢錦丘高等学校を経て、東京音楽大学ピアノ演奏家コース卒業。特別特待奨学生として進学し、同大学院器楽専攻鍵盤楽器研究領域修士課程修了。大学院在学中、ティーチングアシスタントを務め多くの学生の指導に当たる。その後渡欧し、ウィーン国立音楽大学ポストグラデュエート課程修了。国内外で数多くの演奏会やオーケストラとの共演、また近年は室内楽も積極的に行っており、NHKドラマ「ベトナムのひびき」、TBSドラマストリーム「地獄の果てまで連れていく」では吹き替え演奏、ピアノ演奏指導を担当するなど幅広く活動している。全日本ピアノ指導者協会正会員。 
2024年4月より東京藝術大学ピアノ科非常勤講師に着任。8月28日、同じくピアニストの髙木竜馬と同年4月に結婚していたことを自身のXを通じて報告した。

## 受賞歴
- 2015年 - 第39回ピティナ・ピアノコンペティション特級グランプリ、併せて文部科学大臣賞、東京シティフィル賞、読売新聞社賞（日本・東京）[1][2]
- 2018年 - 第37回飯塚新人音楽コンクール第1位、併せて文部科学大臣賞、朝日新聞社賞、飯塚市長賞、飯塚文化連盟賞（日本・福岡）[2][8]
- 2021年 - 第4回Orbetello国際ピアノコンクール第3位（イタリア）
- 2021年 - 第39回Delia Steinberg国際ピアノコンクール第2位（スペイン）
- 2021年 - 第3回オー・ドゥ・フランス国際ピアノコンクール≪Les etoiles du Piano≫第2位及びPrix de la Ville de Roubaix[1][9]（フランス）